# 童夢 (ムーディー・ブルースのアルバム)
『童夢』（原題：Every Good Boy Deserves Favour）は、イギリスのプログレッシブ・ロック・バンド、ムーディー・ブルースが1971年に発表した7作目のスタジオ・アルバム。

## 背景
原題の"Every Good Boy Deserves Favour"は、アルバムの中に登場するE-G-B-D-Fというギターのフレーズに由来している。グレアム・エッジは「プロセッション」で初めてエレクトロニック・ドラム・キットを使用した。「エミリーの歌」は、ジョン・ロッジが自分の娘のために作った曲である。
2007年発売のSACDでは、「ストーリー・イン・ユア・アイズ」のオリジナル・ヴァージョン及び、レイ・トーマスとジャスティン・ヘイワードが共作した未発表曲「ドリーマー」がボーナス・トラックとして追加され、2008年のリマスターCDにも引き続き収録された。

## 反響
全英アルバムチャートでは21週チャート圏内に入り、自身3度目の1位獲得を果たした。アメリカのBillboard 200では2位に達し、1971年9月にはRIAAによってゴールドディスクに認定された。日本盤LPは1971年10月20日に発売され、オリコンLPチャートで7位を記録。
本作からのシングル「ストーリー・イン・ユア・アイズ」は、アメリカのBillboard Hot 100で23位に達した。

## 収録曲
1. プロセッション "Procession" (Graeme Edge, Justin Hayward, John Lodge, Mike Pinder, Ray Thomas) – 4:40
2. ストーリー・イン・ユア・アイズ "The Story in Your Eyes" (J. Hayward) – 2:56
3. ゲッシング・ゲーム "Our Guessing Game" (R. Thomas) – 3:34
4. エミリーの歌 "Emily's Song" (J. Lodge) – 3:42
5. アフター・ユー・ケイム "After You Came" (G. Edge) – 4:39
6. 生命をもう一度 "One More Time to Live" (J. Lodge) – 5:41
7. ナイス・トゥ・ビー・ヒア "Nice to Be Here" (R. Thomas) – 4:23
8. 家へ帰れない "You Can Never Go Home" (J. Hayward) – 4:14
9. マイ・ソング "My Song" (M. Pinder) – 6:19

### ボーナス・トラック
1. ストーリー・イン・ユア・アイズ（オリジナル・ヴァージョン） "The Story in Your Eyes (Original Version)" (J. Hayward) – 3:30
2. ドリーマー "The Dreamer" (R. Thomas, J. Hayward) – 3:42

## 参加ミュージシャン
- ジャスティン・ヘイワード - ボーカル、ギター、シタール
- ジョン・ロッジ - ボーカル、ベース
- マイク・ピンダー - ボーカル、メロトロン、ハープシコード、ハモンドオルガン、モーグ・シンセサイザー
- レイ・トーマス - ボーカル、フルート、タンブリン
- グレアム・エッジ - ドラムス